# Psathi (Bezirk Paphos)
Psathi (griechisch Ψαθί) ist eine Gemeinde im Bezirk Paphos in der Republik Zypern. Bei der Volkszählung im Jahr 2021 hatte sie 101 Einwohner.

## Name
Psathi wird auch als Psiathin und Psakhin bezeichnet. Über den Ursprung des Ortsnamens ist man sich nicht einig. Nach Ansicht einiger ist der Name von psathin (πσαθην) abgeleitet. Andere glauben, dass es ursprünglich Piadin hieß, der vom Wort pigadi abgeleitet ist. Als Psathi und Psatha bezeichnet man jedoch auch eine Art Heidepflanze, die zur Herstellung von Matten verwendet wurde.

## Lage und Umgebung

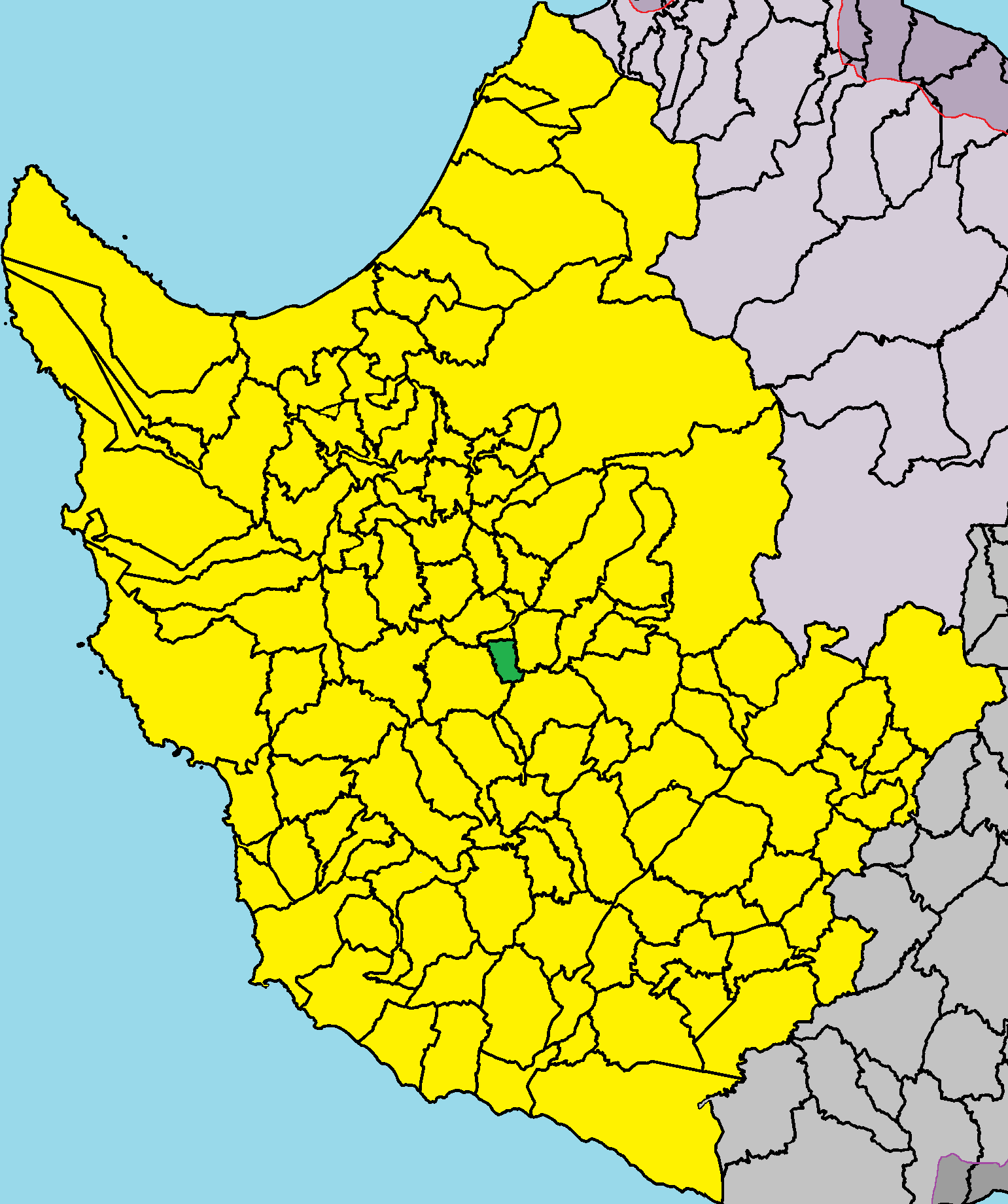
Lage im Bezirk Paphos

Psathi liegt im Westen der Mittelmeerinsel Zypern auf einer Höhe von etwa 455 Metern, etwa 20 Kilometer nordöstlich von Paphos. Das 2,29971 Quadratkilometer große Dorf grenzt im Westen an Polemi, im Norden an Milia, im Osten an Agios Dimitrianos und im Süden an Choulou. Das Dorf kann über die Straße E703 erreicht werden.
Die durchschnittliche jährliche Niederschlagsmenge beträgt etwa 640 Millimeter. In der Umgebung werden hauptsächlich Weinreben, Oliven, Mandelbäume und einige Getreide- und Zitrusfrüchte angebaut. Geologisch betrachtet wird das Gemeindegebiet von den Tonen der Monis-Formation, den Ablagerungen der Lefkara-Formation (Kreiden, Mergel und Keratolithen) und dem Gips der Kalavasos-Formation dominiert. Auf diesen Gesteinen entwickelten sich kalkhaltige Böden.

## Geschichte
Psathi existierte im Mittelalter – wenn man davon ausgeht, dass es in einem alten Manuskript als Psakhi bezeichnet wird. Darin wird erwähnt, dass Psakhi zu den Lehen gehörte, die Vera Zimblet, der Kinderfrau oder Haushälterin von Königin Caterina Cornaro, gehörten, und dass ihr zwei Prasteias (Bauernhöfe) gehörten. Zudem gibt es auf einer alten venezianischen Karte Zyperns ein Dorf, das als Peati markiert ist, bei dem es sich möglicherweise um Psathi handelt.
Laut Florios Voustronios war es während der Frankenzeit ein Lehen. Konkret bezieht er sich auf die Neuverteilung der Lehen, die der König Zyperns, Jakob II., im Jahr 1460 durchführte, und stellt fest, dass Psathi dann Petros dʼÁvila verliehen wurde.

### Bevölkerungsentwicklung
Die folgende Tabelle zeigt die Bevölkerung des Dorfes, wie sie in den in Zypern durchgeführten Volkszählungen erfasst wurde.
| Jahr      | 1881 | 1891 | 1901 | 1911 | 1921 | 1931 | 1946 | 1960 | 1976 | 1982 | 1992 | 2001 | 2011 | 2021 |
| Einwohner | 65   | 40   | 56   | 43   | 41   | 53   | 72   | 65   | 75   | 78   | 87   | 98   | 110  | 101  |